# Вчерашняя роза
«Вчерашняя роза» — акварель английского художника-прерафаэлита Данте Габриэля Россетти, созданная в 1865 году. На данный момент произведение находится в собрании Художественного музея Делавэра.
Сюжет акварели взят из трагедии «Филипп ван Артевелде» Генри Тейлора. Филипп ван Артевелде — реально существовавший военнослужащий и политик. Изображённое действие происходит в XIV веке во Фландрии. Молодой дворянин вступает в, казалось бы, безрассудные отношения с женщиной более низкого социального статуса. Россетти изобразил на акварели тот момент, когда Елена, героиня, о которой идет речь, Елена, задумывается о своём жизненном пути и правильности сделанного выбора. Двое мужчин играют в кости, их любовницы находятся рядом с ними. Одна из них, Елена, закрывает лицо от стыда, именно она — там самая «вчерашняя роза». Дополняют их фигуры невинного ребёнка, играющего на музыкальном инструменте и «дюреровской» чешущейся обезьяны. Образы падших женщин занимают видное место в творчестве Россетти, но на этой акварели он изображает эти образы из дальнего прошлого.
Существует несколько версий этой работы, созданных Россетти. Самый первый рисунок был создан в 1853 году и подарен его другу и собрату-прерафаэлиту Ф. Стивенсу; на данный момент рисунок находится в собрании Галереи Тейт. Ещё одна акварель была создана в 1871 году. Она была выполнена в большем размере и получила название «Песнь Елены». Её текущее местонахождение не известно.